# Amstel Gold Race 2022
La 56.ª edición de la clásica ciclista Amstel Gold Race fue una carrera que se celebró en los Países Bajos el 10 de abril de 2022 sobre un recorrido de 254,1 kilómetros con inicio en la ciudad de Maastricht y final en la ciudad de Valkenburg.
La carrera, además de ser la primera clásica de las Ardenas, formó parte del UCI WorldTour 2022, siendo la decimocuarta competición del calendario de máxima categoría mundial. El vencedor fue el polaco Michał Kwiatkowski del INEOS Grenadiers y estuvo acompañado en el podio por el francés Benoît Cosnefroy del AG2R Citroën y el belga Tiesj Benoot del Jumbo-Visma, segundo y tercer clasificado respectivamente.

## Equipos participantes
Tomaron parte en la carrera 25 equipos: 18 de categoría UCI WorldTour 2022 invitados por la organización; y 7 de categoría UCI ProTeam. Formaron así un pelotón de 170 ciclistas de los que acabaron 117. Los equipos participantes fueron:
| WorldTeams (18)- AG2R Citroën Team - Astana Qazaqstan Team - Bahrain Victorious - Bora-Hansgrohe - Cofidis - EF Education-EasyPost - Groupama-FDJ - Ineos Grenadiers - Intermarché-Wanty-Gobert Matériaux - Israel-Premier Tech - Jumbo-Visma - Lotto-Soudal - Movistar Team - Quick-Step Alpha Vinyl - BikeExchange-Jayco - Team DSM - Trek-Segafredo - UAE Team Emirates ProTeams (7)- Alpecin-Fenix - Arkéa-Samsic - B&B Hotels-KTM - Bardiani-CSF-Faizanè - Bingoal Pauwels Sauces WB - TotalEnergies - Sport Vlaanderen-Baloise |
| |

## Clasificación final
- La clasificación finalizó de la siguiente forma:[2]

### Clasificación general
| \| Clasificación general \| Clasificación general \| Clasificación general \| Clasificación general \| Clasificación general \| \| Ciclista \| Ciclista \| Equipo \| Tiempo \| \| \| --------------------- \| --------------------- \| ---------------------- \| --------------------- \| --------------------- \| \| 1.º \| Michał Kwiatkowski \| Ineos Grenadiers \| 6 h 01 min 19 s \| \| \| 2.º \| Benoît Cosnefroy \| AG2R Citroën Team \| + 0 s \| \| \| 3.º \| Tiesj Benoot \| Jumbo-Visma \| + 10 s \| \| \| 4.º \| Mathieu van der Poel \| Alpecin-Fenix \| + 20 s \| \| \| 5.º \| Alexander Kamp \| Trek-Segafredo \| + 20 s \| \| \| 6.º \| Kasper Asgreen \| Quick-Step Alpha Vinyl \| + 20 s \| \| \| 7.º \| Michael Matthews \| BikeExchange-Jayco \| + 20 s \| \| \| 8.º \| Stefan Küng \| Groupama-FDJ \| + 20 s \| \| \| 9.º \| Marc Hirschi \| UAE Team Emirates \| + 20 s \| \| \| 10.º \| Dylan Teuns \| Bahrain Victorious \| + 20 s \| \| \| 11.º \| Thomas Pidcock \| Ineos Grenadiers \| + 20 s \| \| \| 12.º \| Jan Tratnik \| Bahrain Victorious \| + 29 s \| \| \| 13.º \| Matej Mohorič \| Bahrain Victorious \| + 1 min 42 s \| \| \| 14.º \| Valentin Madouas \| Groupama-FDJ \| + 1 min 43 s \| \| \| 15.º \| Michael Valgren \| EF Education-EasyPost \| + 1 min 43 s \| \| \| 16.º \| Jakob Fuglsang \| Israel-Premier Tech \| + 1 min 43 s \| \| \| 17.º \| Matteo Trentin \| UAE Team Emirates \| + 1 min 50 s \| \| \| 18.º \| Quentin Pacher \| Groupama-FDJ \| + 1 min 50 s \| \| \| 19.º \| Alex Aranburu \| Movistar Team \| + 1 min 50 s \| \| \| 20.º \| Tim Wellens \| Lotto-Soudal \| + 1 min 50 s \| \| |                      |                        |                 |
| |                      |                        |                 |
| Fuente: ProCyclingStats |                      |                        |                 |
| Clasificación general |                      |                        |                 |
| Ciclista | Ciclista             | Equipo                 | Tiempo          |
| 1.º | Michał Kwiatkowski   | Ineos Grenadiers       | 6 h 01 min 19 s |
| 2.º | Benoît Cosnefroy     | AG2R Citroën Team      | + 0 s           |
| 3.º | Tiesj Benoot         | Jumbo-Visma            | + 10 s          |
| 4.º | Mathieu van der Poel | Alpecin-Fenix          | + 20 s          |
| 5.º | Alexander Kamp       | Trek-Segafredo         | + 20 s          |
| 6.º | Kasper Asgreen       | Quick-Step Alpha Vinyl | + 20 s          |
| 7.º | Michael Matthews     | BikeExchange-Jayco     | + 20 s          |
| 8.º | Stefan Küng          | Groupama-FDJ           | + 20 s          |
| 9.º | Marc Hirschi         | UAE Team Emirates      | + 20 s          |
| 10.º | Dylan Teuns          | Bahrain Victorious     | + 20 s          |
| 11.º | Thomas Pidcock       | Ineos Grenadiers       | + 20 s          |
| 12.º | Jan Tratnik          | Bahrain Victorious     | + 29 s          |
| 13.º | Matej Mohorič        | Bahrain Victorious     | + 1 min 42 s    |
| 14.º | Valentin Madouas     | Groupama-FDJ           | + 1 min 43 s    |
| 15.º | Michael Valgren      | EF Education-EasyPost  | + 1 min 43 s    |
| 16.º | Jakob Fuglsang       | Israel-Premier Tech    | + 1 min 43 s    |
| 17.º | Matteo Trentin       | UAE Team Emirates      | + 1 min 50 s    |
| 18.º | Quentin Pacher       | Groupama-FDJ           | + 1 min 50 s    |
| 19.º | Alex Aranburu        | Movistar Team          | + 1 min 50 s    |
| 20.º | Tim Wellens          | Lotto-Soudal           | + 1 min 50 s    |

## Ciclistas participantes y posiciones finales
Convenciones:
- AB: Abandono
- FLT: Retiro por llegada fuera del límite de tiempo
- NTS: No tomó la salida
- DES: Descalificado o expulsado

## UCI World Ranking
La Amstel Gold Race otorgó puntos para el UCI World Ranking para corredores de los equipos en las categorías UCI WorldTeam, UCI ProTeam y Continental. Las siguientes tablas son el baremo de puntuación y los diez corredores que obtuvieron más puntos:
| Posición   | 1.º | 2.º | 3.º | 4.º | 5.º | 6.º | 7.º | 8.º | 9.º | 10.º | 11.º | 12.º | 13.º | 14.º | 15.º | 16.º-20.º | 21.º-30.º | 31.º-50.º | 51.º-55.º | 56.º-60.º |
| Puntuación | 500 | 400 | 325 | 275 | 225 | 175 | 150 | 125 | 100 | 85   | 70   | 60   | 50   | 40   | 35   | 30        | 20        | 10        | 5         | 3         |

| Clasificación |                      |                        |        |
| Posición      | Ciclista             | Equipo                 | Puntos |
| ------------- | -------------------- | ---------------------- | ------ |
| 1.º           | Michał Kwiatkowski   | INEOS Grenadiers       | 500    |
| 2.º           | Benoît Cosnefroy     | AG2R Citroën           | 400    |
| 3.º           | Tiesj Benoot         | Jumbo-Visma            | 325    |
| 4.º           | Mathieu van der Poel | Alpecin-Fenix          | 275    |
| 5.º           | Alexander Kamp       | Trek-Segafredo         | 225    |
| 6.º           | Kasper Asgreen       | Quick-Step Alpha Vinyl | 175    |
| 7.º           | Michael Matthews     | BikeExchange-Jayco     | 150    |
| 8.º           | Stefan Küng          | Groupama-FDJ           | 125    |
| 9.º           | Marc Hirschi         | UAE Emirates           | 100    |
| 10.º          | Dylan Teuns          | Bahrain Victorious     | 85     |